# Basket Club Ferrara
Basket Club Ferrara fue un club de baloncesto italiano con sede en la ciudad italiana de Ferrara, fundado en 1999. Dejó de existir en 2011.

## Historia
El club, fundado en 1999, comienza su andadura en las categorías inferiores del baloncesto italiano, consiguiendo el ascenso a la Legadue en su tercera temporada de existencia. Tras clasificarse en dos ocasiones para los play-offs de ascenso, en 2004 y 2006, finalmente consigue llegar a la máxima categoría en 2008. Tras dos temporadas en la primera división y una última en segunda, el club desapareció en el año 2011, cediendo sus derechos deportivos al Effe Biancoblù Basket Bologna (el cual, a su vez, dejó de existir en 2013 cediendo sus derechos deportivos al Azzurro Napoli Basket 2013).

## Palmarés
- 1 Legadue: 2007-2008.
- 2 Copa Italia de Serie B d'Eccellenza: 1999, 2000.